# Luca Mazzoni
Luca Mazzoni (Livorno, 29 marzo 1984) è un ex calciatore italiano, di ruolo portiere, club manager del Livorno.

## Carriera

### Giocatore
Inizia a giocare a calcio nelle giovanili del Livorno. Esordisce in Serie A – e con la maglia amaranto – il 29 maggio 2005, all'ultima di campionato, in Messina-Livorno (1-1). Il 28 giugno 2005 passa in prestito al Pavia, in Serie C1. Nel 2008 – dopo aver trascorso un biennio in prestito al Lecco – torna a Livorno, in Serie B, venendo aggregato all'organico del tecnico Leonardo Acori. Riserva di Alfonso De Lucia, termina la stagione – conclusa con la promozione degli amaranto in Serie A – con 5 presenze complessive. 
Il 10 luglio 2009 si trasferisce in prestito all'Arezzo, in Lega Pro Prima Divisione. A fine stagione torna a Livorno. Il 2 settembre 2013 passa in prestito con diritto di riscatto al Padova, in Serie B, nell'ambito di uno scambio che porta Luca Anania a vestire la maglia amaranto. Nell'estate del 2014 torna a Livorno, retrocesso in Serie B. Il 13 luglio 2015 rescinde il contratto con la società amaranto.
Il 17 luglio 2015 firma un contratto annuale – con opzione di rinnovo per una seconda stagione – con la Ternana, in Serie B. L'8 giugno 2016 la Ternana comunica di aver esercitato il diritto di opzione nei confronti dell'estremo difensore. Il 31 agosto 2016 scende di categoria, accasandosi nuovamente al Livorno, in Lega Pro, con cui nel 2018 conquista la promozione in Serie B.
Il 23 luglio 2019 (dopo essere stato trovato positivo alla benzoilecgonina, metabolita della cocaina in seguito a un controllo effettuato il 17 febbraio 2019 dopo la partita persa per 3-2 contro il Lecce), viene squalificato per 4 anni. Nel successivo processo di appello svoltosi il 4 marzo 2020, la pena viene dimezzata.
Dopo due anni di inattività, il 22 agosto 2021 viene ufficializzato il suo ritorno al Livorno, ammesso in sovrannumero al campionato di Eccellenza dopo l'esclusione dal campionato di Serie D a causa di inadempienze finanziarie. Il 10 agosto 2022 gli amaranto vengono ammessi in Serie D dopo la revoca della promozione del Figline per illecito sportivo.

### Dopo il ritiro
Terminata l'attività agonistica, nel 2022 diventa preparatore dei portieri della formazione Juniores del Livorno. Il 19 giugno 2023 entra nello staff tecnico di Giancarlo Favarin, tecnico della prima squadra, in qualità di allenatore dei portieri.
Il 6 giugno 2024 viene nominato club manager del Livorno.

## Statistiche

### Presenze e reti nei club
| Stagione        | Squadra         | Campionato      | Campionato | Campionato | Coppe nazionali | Coppe nazionali | Coppe nazionali | Coppe continentali | Coppe continentali | Coppe continentali | Altre coppe | Altre coppe | Altre coppe | Totale | Totale | Totale |
| Stagione        | Squadra         | Comp            | Pres       | Reti       | Comp            | Pres            | Reti            | Comp               | Pres               | Reti               | Comp        | Pres        | Reti        | Pres   | Reti   |        |
| --------------- | --------------- | --------------- | ---------- | ---------- | --------------- | --------------- | --------------- | ------------------ | ------------------ | ------------------ | ----------- | ----------- | ----------- | ------ | ------ | ------ |
| 2004-2005       | Livorno         | A               | 1          | -1         | CI              | 0               | 0               | -                  | -                  | -                  | -           | -           | -           | 1      | -1     |        |
| 2005-2006       | Pavia           | C1              | 3          | -2         | CI+CI-C         | 0+2             | -4              | -                  | -                  | -                  | -           | -           | -           | 5      | -6     |        |
| 2006-2007       | Lecco           | C2              | 29+4       | -25 + -2   | CI-C            | 0               | 0               | -                  | -                  | -                  | -           | -           | -           | 33     | -27    |        |
| 2007-2008       | Lecco           | C1              | 28+2       | -40 + -2   | CI-C            | 0               | 0               | -                  | -                  | -                  | -           | -           | -           | 30     | -42    |        |
| Totale Lecco    | Totale Lecco    | Totale Lecco    | 57+6       | -65 + -4   |                 | 0               | 0               |                    | -                  | -                  |             | -           | -           | 63     | -69    |        |
| 2008-2009       | Livorno         | B               | 2+2        | -3 + -3    | CI              | 1               | -3              | -                  | -                  | -                  | -           | -           | -           | 5      | -9     |        |
| 2009-2010       | Arezzo          | 1D              | 28+1       | -27 + -2   | CI+CI-LP        | 2+0             | -3              | -                  | -                  | -                  | -           | -           | -           | 31     | -32    |        |
| 2010-2011       | Livorno         | B               | 3          | -8         | CI              | 2               | -4              | -                  | -                  | -                  | -           | -           | -           | 5      | -12    |        |
| 2011-2012       | Livorno         | B               | 9          | -11        | CI              | 1               | -1              | -                  | -                  | -                  | -           | -           | -           | 10     | -12    |        |
| 2012-2013       | Livorno         | B               | 17+4       | -21 + -3   | CI              | 3               | -3              | -                  | -                  | -                  | -           | -           | -           | 24     | -27    |        |
| ago.-set. 2013  | Livorno         | A               | 0          | 0          | CI              | 1               | -1              | -                  | -                  | -                  | -           | -           | -           | 1      | -1     |        |
| set. 2013-2014  | Padova          | B               | 27         | -38        | CI              | -               | -               | -                  | -                  | -                  | -           | -           | -           | 27     | -38    |        |
| 2014-2015       | Livorno         | B               | 41         | -47        | CI              | 1               | -4              | -                  | -                  | -                  | -           | -           | -           | 42     | -51    |        |
| 2015-2016       | Ternana         | B               | 37         | -48        | CI              | 0               | 0               | -                  | -                  | -                  | -           | -           | -           | 37     | -48    |        |
| ago. 2016       | Ternana         | B               | 0          | 0          | CI              | 2               | -2              | -                  | -                  | -                  | -           | -           | -           | 2      | -2     |        |
| Totale Ternana  | Totale Ternana  | Totale Ternana  | 37         | -48        |                 | 2               | -2              |                    | -                  | -                  |             | -           | -           | 39     | -50    |        |
| ago. 2016-2017  | Livorno         | LP              | 36+5       | -30 + -5   | CI+CI-LP        | 0               | 0               | -                  | -                  | -                  | -           | -           | -           | 41     | -35    |        |
| 2017-2018       | Livorno         | C               | 24         | -20        | CI+CI-C         | 2+0             | -4              | -                  | -                  | -                  | SC          | 1           | -1          | 27     | -25    |        |
| 2018-2019       | Livorno         | B               | 20         | -25        | CI              | 2               | -2              | -                  | -                  | -                  | -           | -           | -           | 22     | -27    |        |
| 2021-2022       | Livorno         | Ecc.            | 13+3       | -11 + -4   | CI-Dil          | 0               | 0               | -                  | -                  | -                  | -           | -           | -           | 16     | -15    |        |
| Totale Livorno  | Totale Livorno  | Totale Livorno  | 166+14     | -177 + -15 |                 | 13              | -22             |                    | -                  | -                  |             | 1           | -1          | 194    | -215   |        |
| Totale carriera | Totale carriera | Totale carriera | 339        | -378       |                 | 19              | -31             |                    | -                  | -                  |             | 1           | -1          | 359    | -410   |        |

## Palmarès

### Club

#### Competizioni nazionali
- Serie C: 1

Livorno: 2017-2018 (Girone A)

#### Competizioni regionali
- Eccellenza Toscana: 1

Livorno: 2021-2022 (Girone B)